# Taxis en Argentina

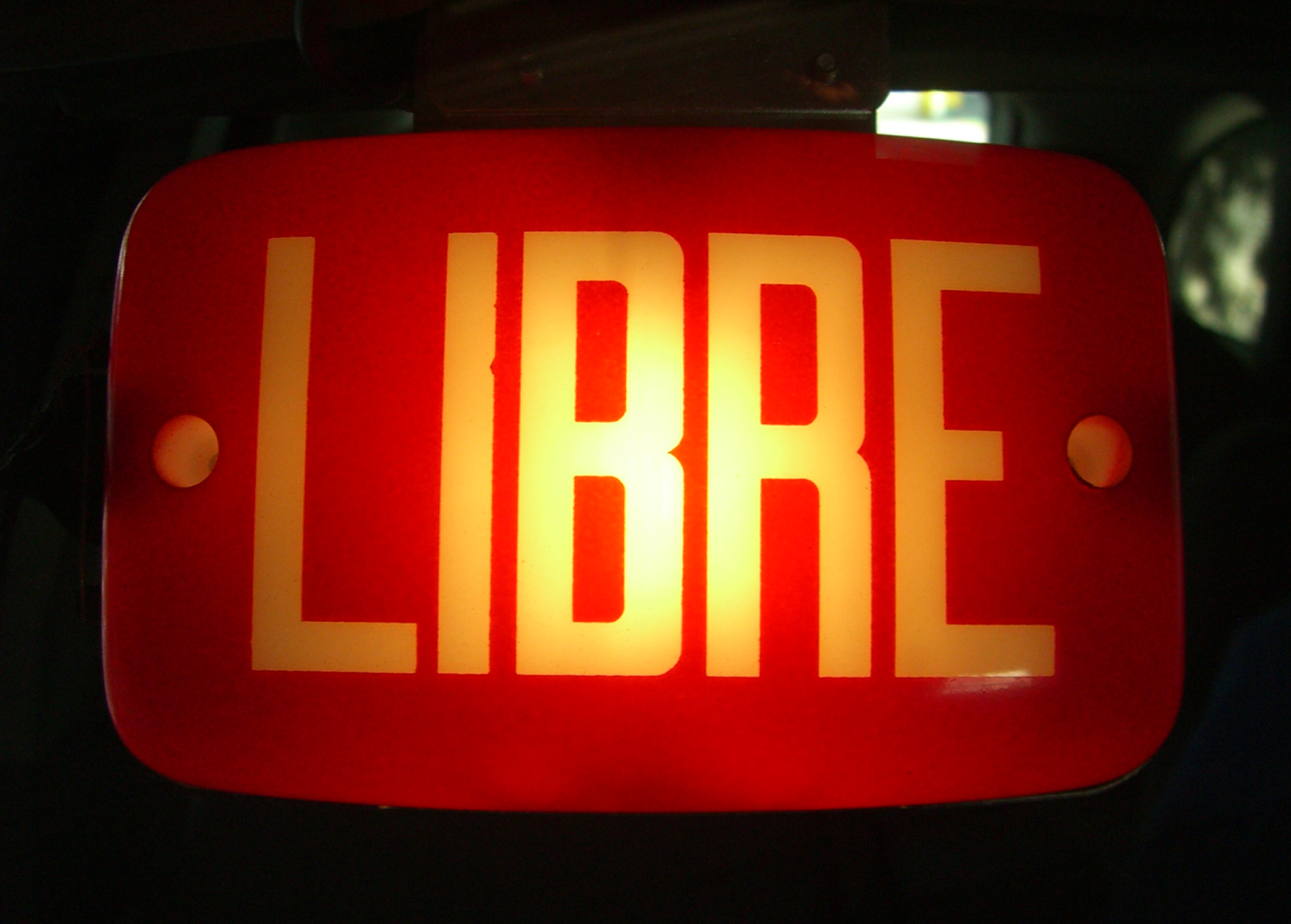
Cartel de taxi libre.

Los taxis son un medio de transporte empleado en varias ciudades de Argentina, en especial en las más grandes. Son un medio de transporte público más costoso que los colectivos, que es el nombre dado en el país a los autobuses que circulan dentro de la ciudad, o los trenes de la Red ferroviaria argentina. Normalmente las empresas de Taxis funcionan por medio de lo que se conocen como radio taxis, que consiste en una llamada a una central y ésta se pone en contacto con el Taxi más cercano a nuestra ubicación.

## Taxis en diferentes ciudades

### Buenos Aires

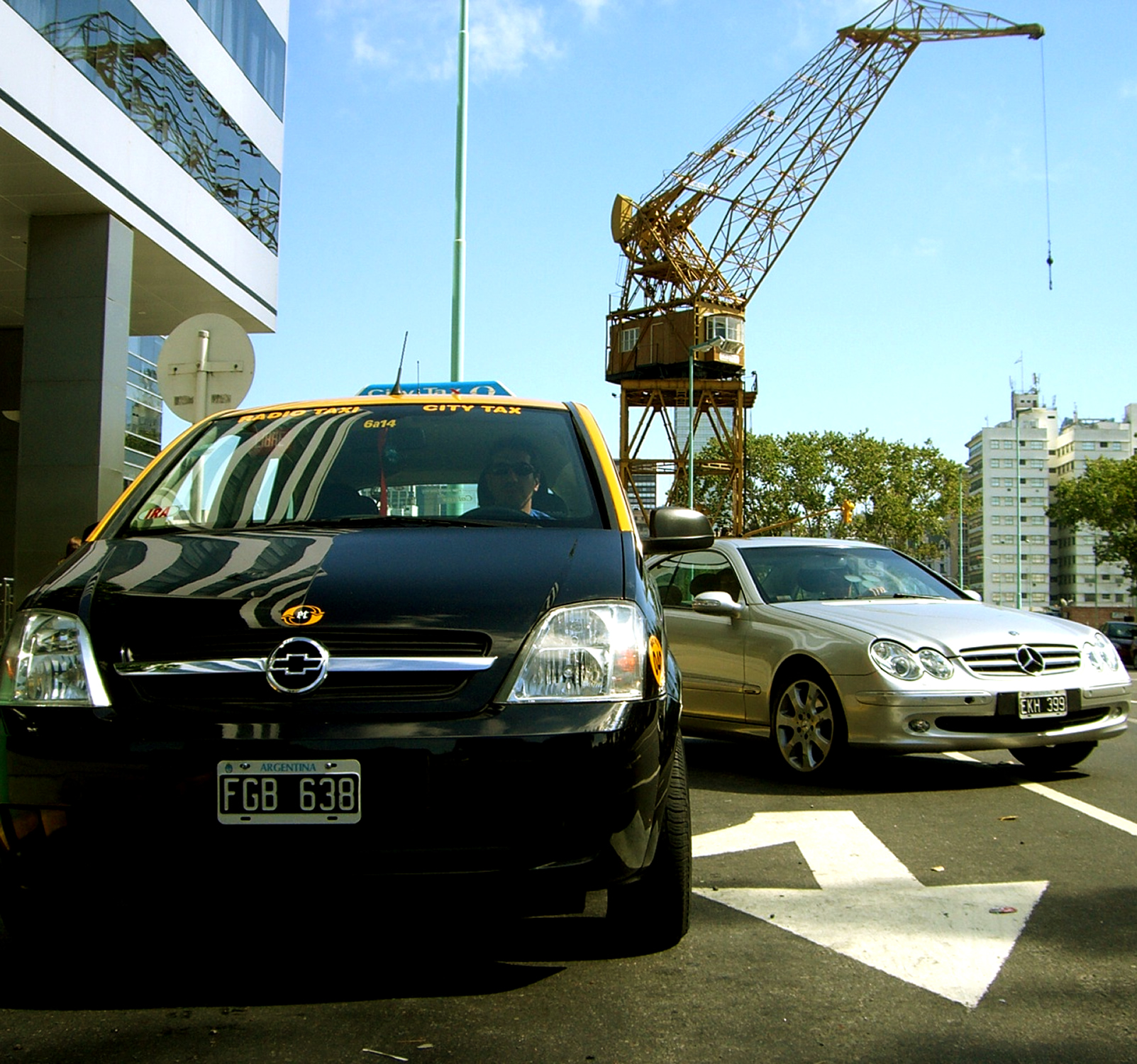
Hoy en día, la mayoría de los nuevos modelos de taxi son Fiat Siena, Volkswagen Suran, Voyage, Chevrolet Corsa, Meriva y Renault Logan entre otros, adaptados o construidos de fábrica para usar gas natural (GNV), lo que significa costos de combustible mucho más bajos que la gasolina.

La primera ordenanza que obligó a sean negros con el techo amarillo data de 1966. Además, deben tener un círculo en ambas puertas delanteras que enuncia "TAXI" en su parte superior, "GCBA" en su parte inferior, y en el medio el número de la licencia. También deben llevar un taxímetro, con una bandera luminosa de color rojo, la cual permite indicar si están disponibles. Se considera delito no encender el reloj en un viaje.
Desde finales de abril de 2005, los taxis 0 km o con una antigüedad menor a los 12 meses deben contar con Aire acondicionado en funcionamiento.
A partir de 2007, comenzaron a circular taxis con una pequeña pantalla de televisión ubicada en el asiento trasero.

#### Otras consideraciones
- Deberán tener la oblea otorgada en la inspección técnica en el parabrisas.
- Un cartel con los datos del titular y chofer a la vista del pasajero.
- Si son radiotaxis, deben llevar:
  1. Un cartel en cada puerta trasera (y opcionalmente uno en el baúl) de la empresa de radiotaxi (diseño de la empresa de radiotaxis).
  2. Un cartel luminoso en el techo (opcional)(diseño de la empresa de radiotaxis).
  3. La oblea de IRA (Interconexión Radioeléctrica Autorizada).
  4. El número de móvil bajo la empresa de radiotaxis.
- Si no están adheridos a algún servicio de radiotaxis, podrán llevar opcionalmente: 
  1. Un cartel en cada puerta trasera y en el baúl un cartel con el nombre del titular, patente del vehículo y otros datos predeterminados (de medidas y diseño designados por el gobierno).
  2. Un cartel luminoso de color amarillo en el techo con el texto "taxi" adelante, y la licencia atrás (de medidas y diseño designados por el gobierno).
- Si el vehículo tiene instalado un equipo de gas, deberá tener en el Parabrisas la oblea de GNC.
- Deberán portar la tarjeta magnética de la licencia (color dorado).
- Si conduce un chofer, deberá portar la tarjeta magnética de chofer autorizado (color verde), o familiar (color blanco).

#### Tarifa
En ciudad de Buenos Aires
- Bajada: al iniciar el viaje y encenderse el reloj taxímetro, éste marcará un importe de $ 657 (año 2024)
- Tiempo: se sumará una ficha cada 60 s en espera (la ficha es equivalente al 10% de la bajada de bandera).
- Tarifa nocturna: Entre las 22 y las 6 hs. rige una tarifa con un incremento del 20% en el valor del viaje.
- Extra: Los conductores transportarán gratuitamente equipaje de mano y además una valija o bulto cuya medidas no excedan de 0,90 x 0,40 x 0,30 metros. Por cada bulto adicional a lo indicado tendrá derecho a percibir un monto que será equivalente a cinco fichas.

#### Acción de amparo
A causa de un controvertido reempadronamiento de las licencias de taxis, cuando Carlos Grosso era el intendente, muchos taxistas perdieron sus licencias[cita requerida]. Posteriormente éstos pudieron recuperarlas parcialmente por medio de acciones de amparo ante la justicia[cita requerida], aunque no tienen derecho a venderla. Estas licencias, en lugar de tener sólo un número, tienen el número de la acción de amparo[cita requerida].

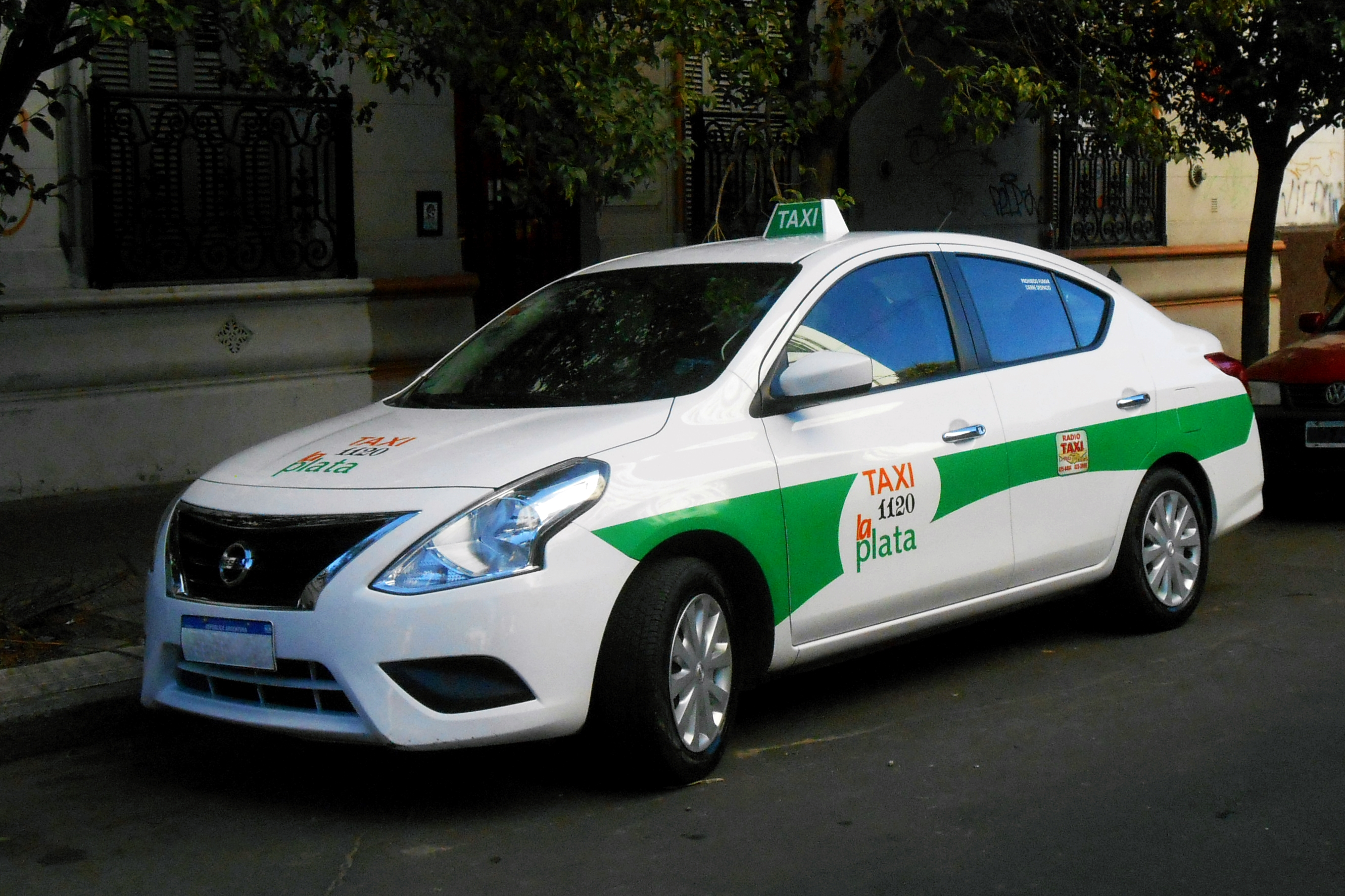
Un taxi de la Ciudad de La Plata.

### Rosario
Rosario fue la primera ciudad en tener pintados sus taxis de negro y amarillo cuando a principio de los 60, el por entonces intendente de la ciudad Luis Cándido Carballo, decidió organizar el sistema y unificar el color de los vehículos. Al año 2009 existen en Rosario 3642 licencias, casi un taxi cada 250 personas.

### La Plata
Los clásicos taxis negro con el techo blanco están siendo reemplazados por los nuevos de color blanco con franja verde. Esto se debe a una iniciativa para “cambiar la imagen de la ciudad”. 

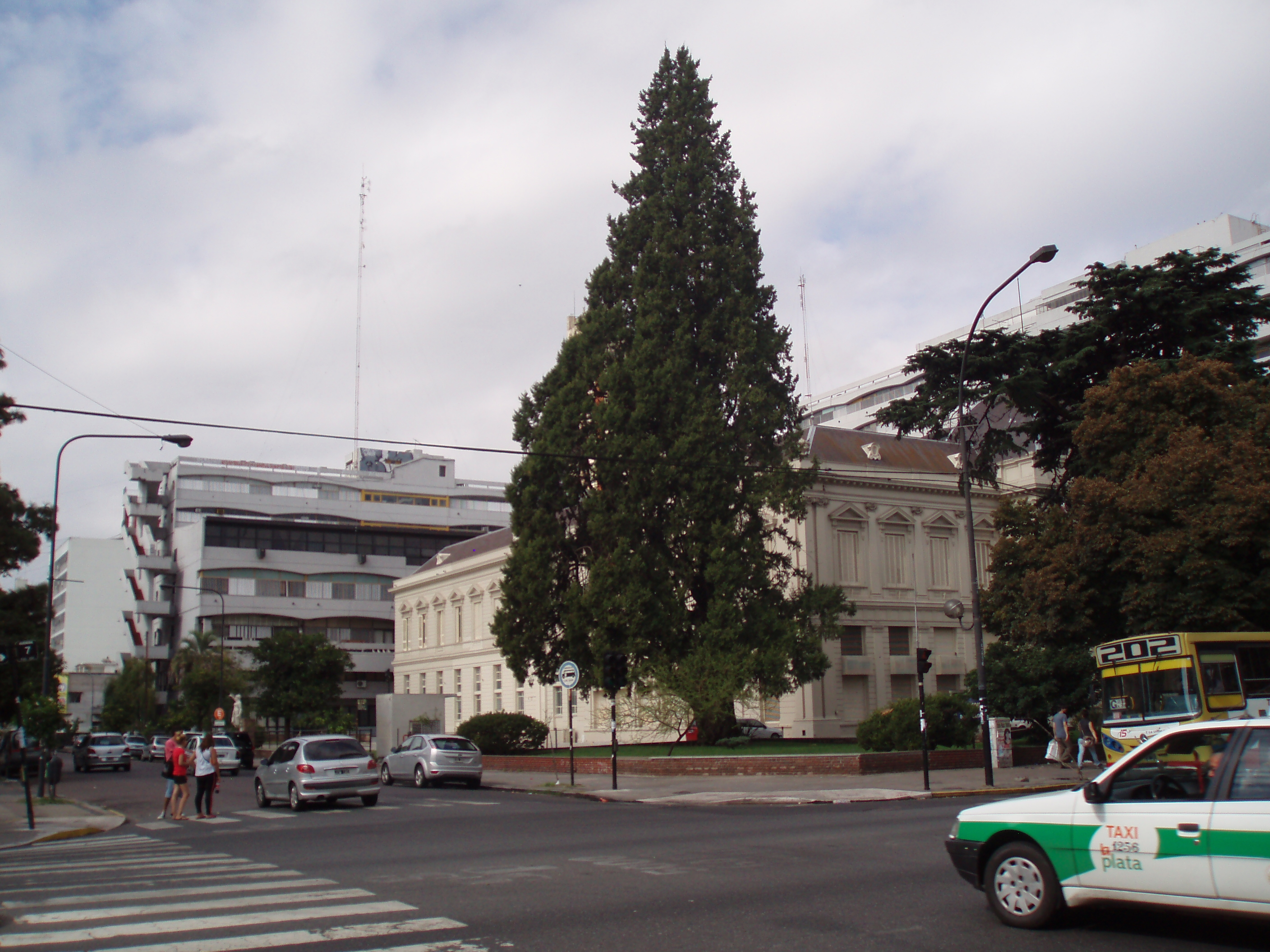
Nuevos Taxis en La Plata

## Modelos de automotores usados como taxis
La Argentina por lo general ha usado modelos sedan como favoritos para la función de taxi. En las primeras décadas del siglo XX las berlinas eran más abundantes y resultaban cómodas para el traslado de los pasajeros, y debido a su gran tamaño incluso se les ha dado la función de llevar más de un pasajero (lo que derivo en 1928 a la creación de los taxis colectivos, los cuales ofrecían un recorrido fijo y sirvieron de puntapié inicial para la posterior evolución a los populares Colectivos)
Tras la evolución de los modelos y de la separación entre los taxis comunes y los primeros colectivos, se empezaron a usar sedanes de 4 puertas, ya dándole la característica que perduró por décadas en la historia del taxi. Modelos populares como el Ford T en los primeros años del siglo pasado, luego el Ford Falcon, el Peugeot 404, el Siam Di Tella 1500, los Valiant, Auto Union  y los Rambler surcaron las calles del país como modelos populares de taxi, y más adelante en el tiempo comenzaron a circular autos de menor cilindrada como los Ford Taunus, Dodge 1500, Renault 12 y los Fiat 1500, 1600/125 y 128. Sin embargo, el auto que más tiempo fue usado como taxi fue el Peugeot 504, desde su llegada al país a inicios de la década del 70 hasta casi fines de 1999. En la edición del Rally Dakar de 2010, una compañía de celulares lanzó una campaña publicitaria basada en un Peugeot 504 taxi modificado para correr en dicho rally.
En las décadas de los 80 y 90, junto al Peugeot 504 se destacaron los Ford Escort, Renault 9, 18 y 19, Peugeot 505 y 405, los Fiat Duna y los Volkswagen Senda/Gacel. Ya entrado el siglo XXI las marcas se diversificaron y también los modelos, siendo usados también versiones "Hatchback" (como los Volkswagen Gol y los Fiat Uno) y utilitarios familiares como el Peugeot Partner/Citroën Berlingo y el Renault Kangoo, e incluso, SUV compactos como la Ford EcoSport y la Renault Duster, y autos de alto costo de los segmentos E y F . Sin embargo, los modelos más usados en la actualidad por ser económicos son los Chevrolet Corsa, Fiat Siena y Renault Logan

## Imágenes de taxis en diferentes ciudades

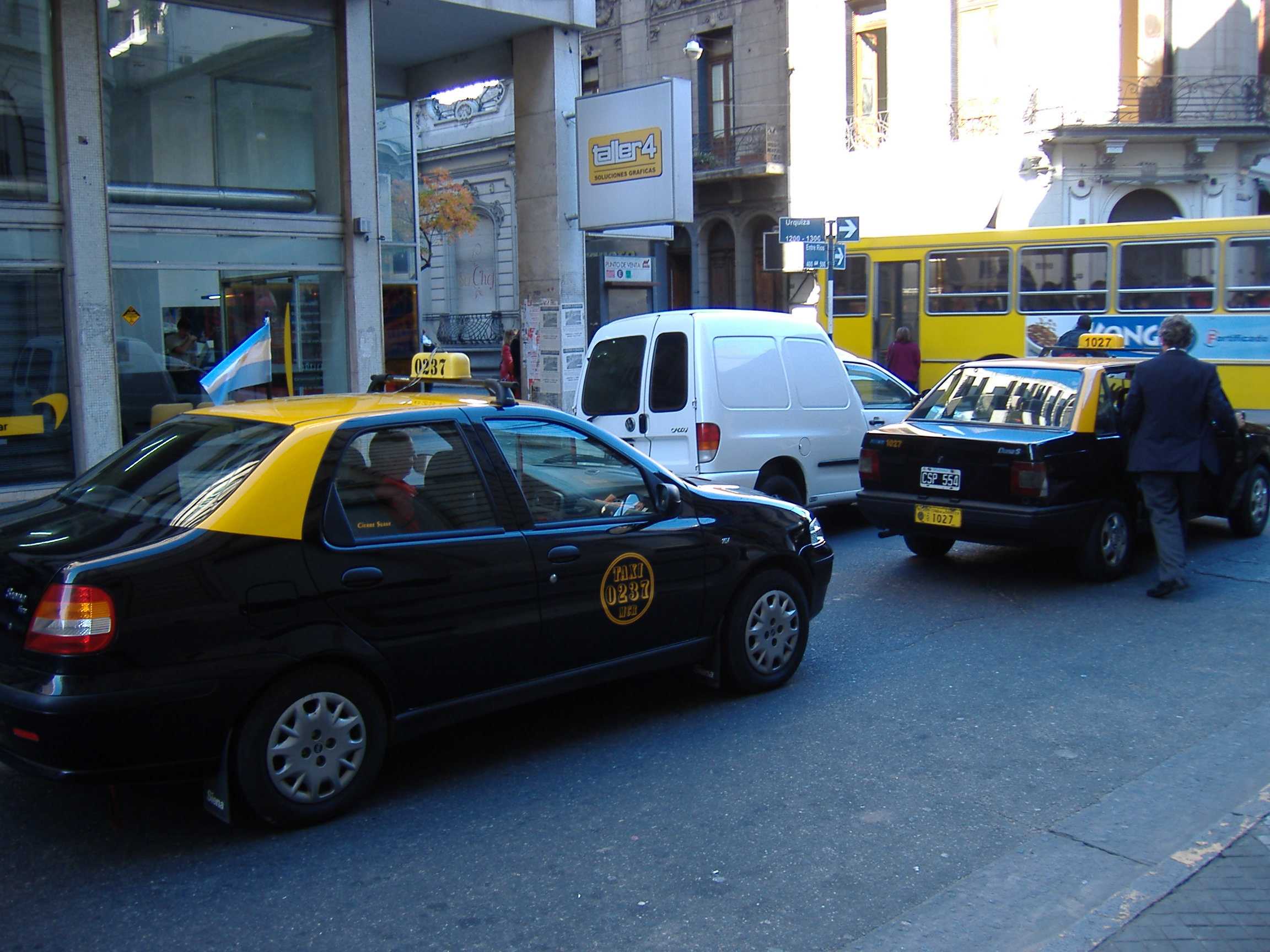
Taxi de Rosario.
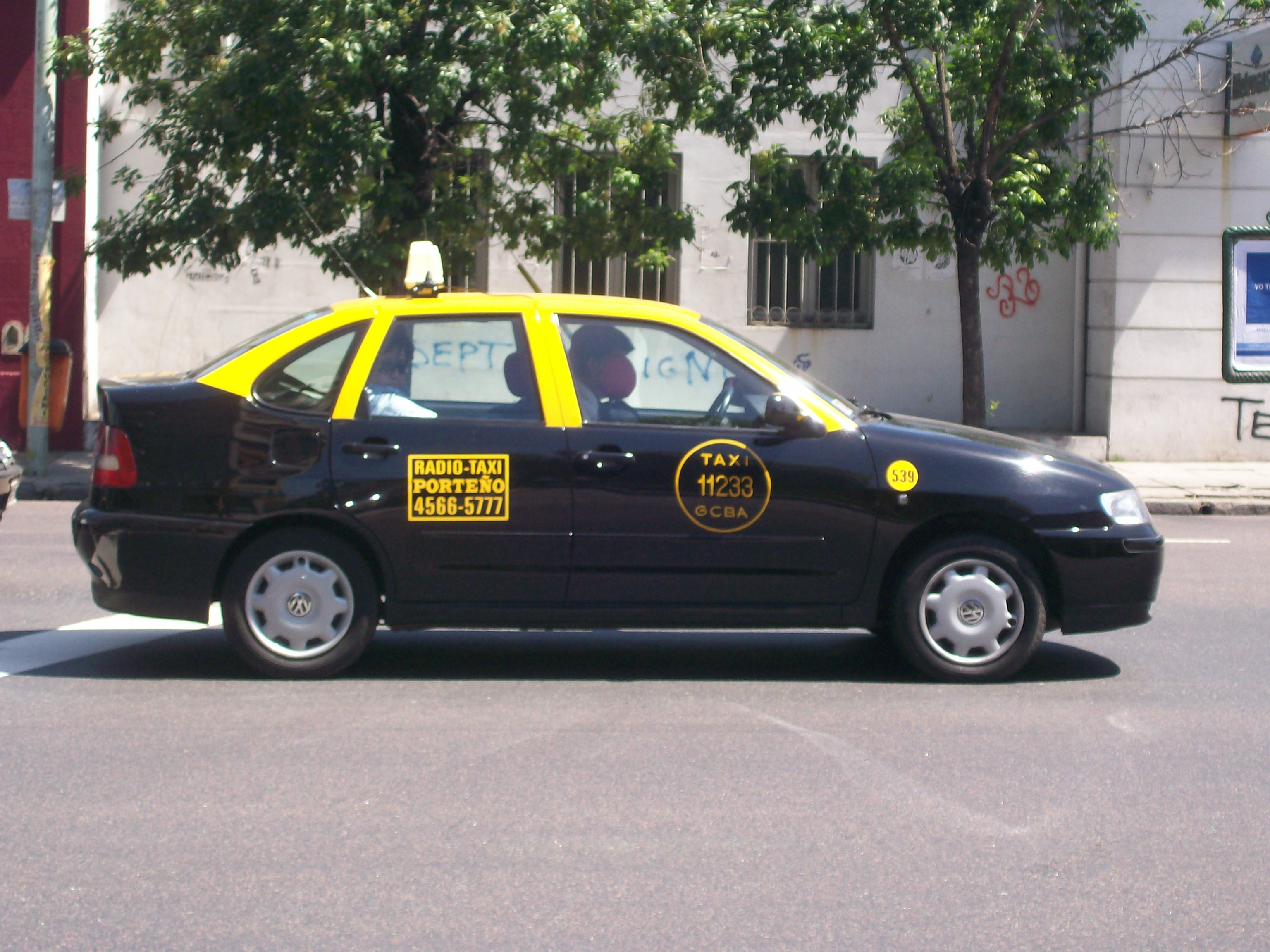
Taxi de Buenos Aires.
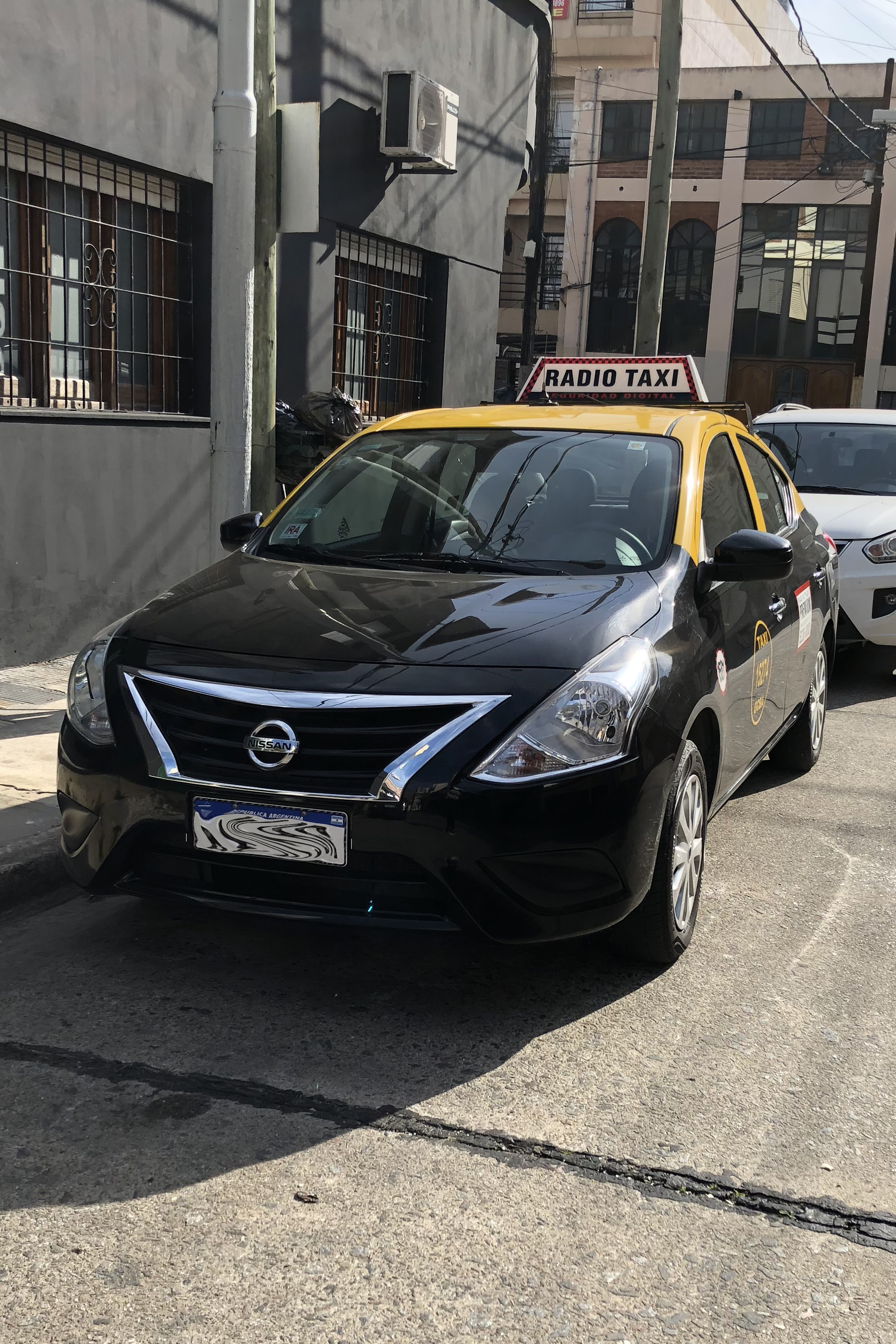
Taxi nuevo de Buenos Aires.
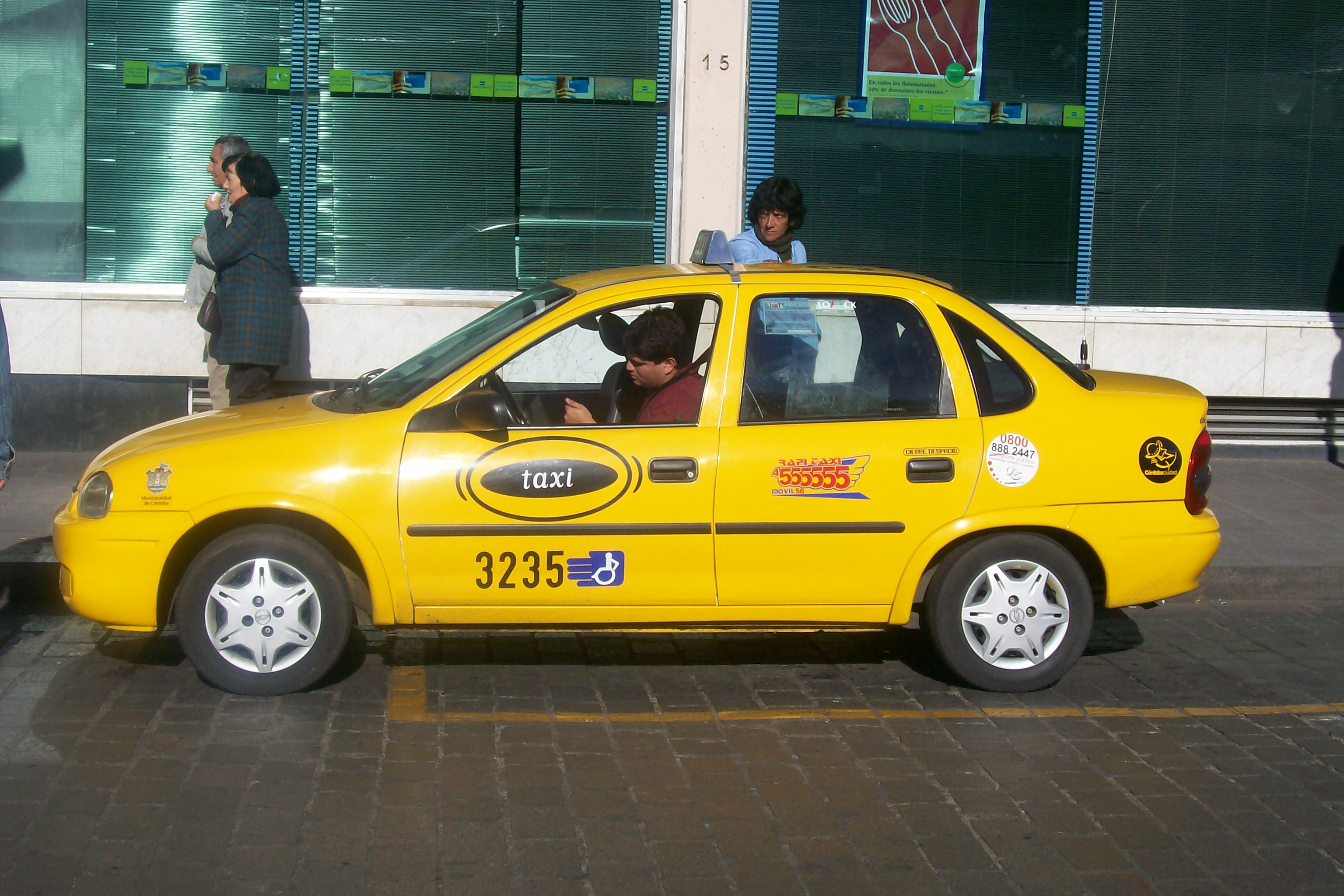
Taxi de Córdoba.
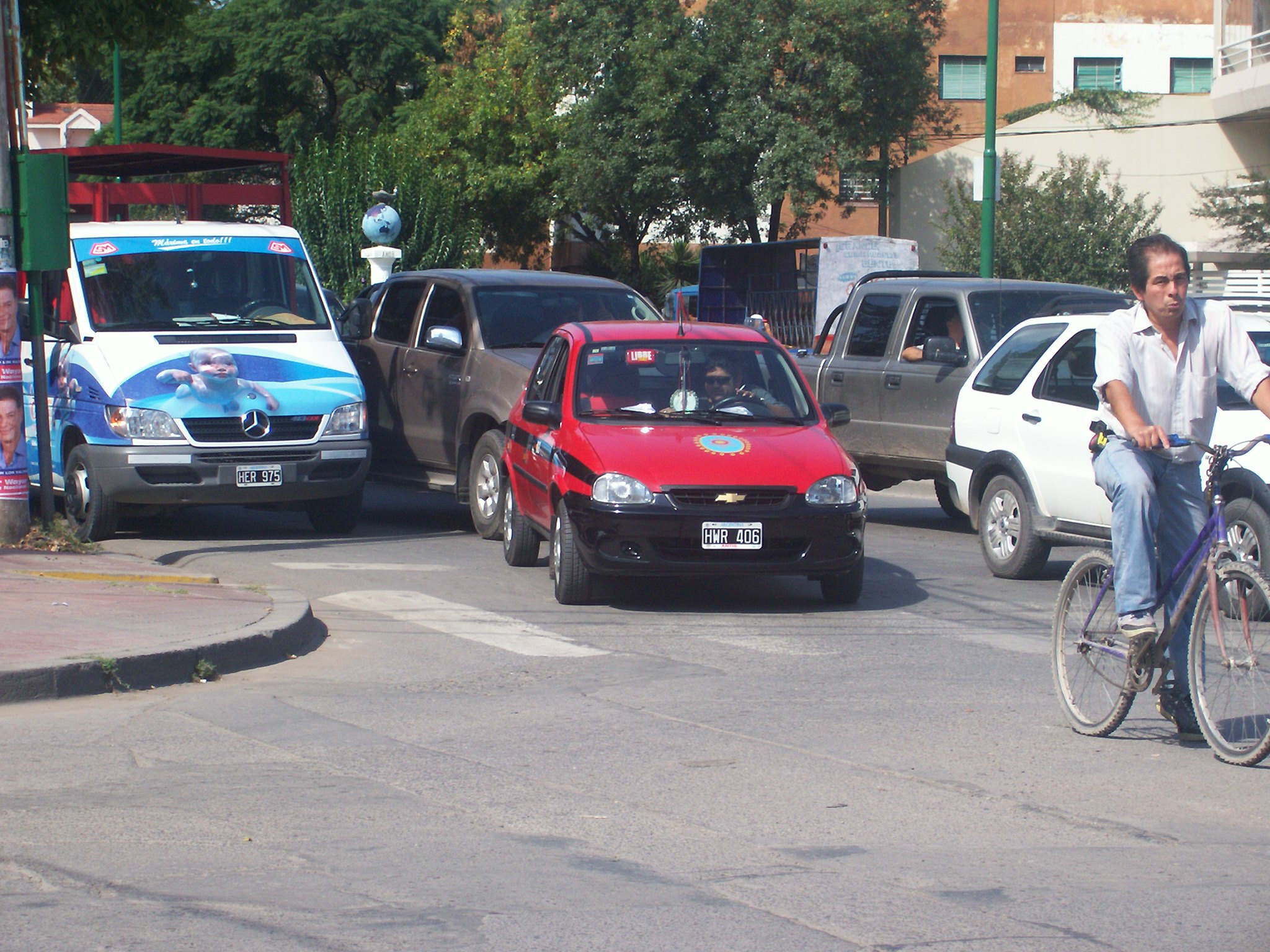
Taxi de Salta.
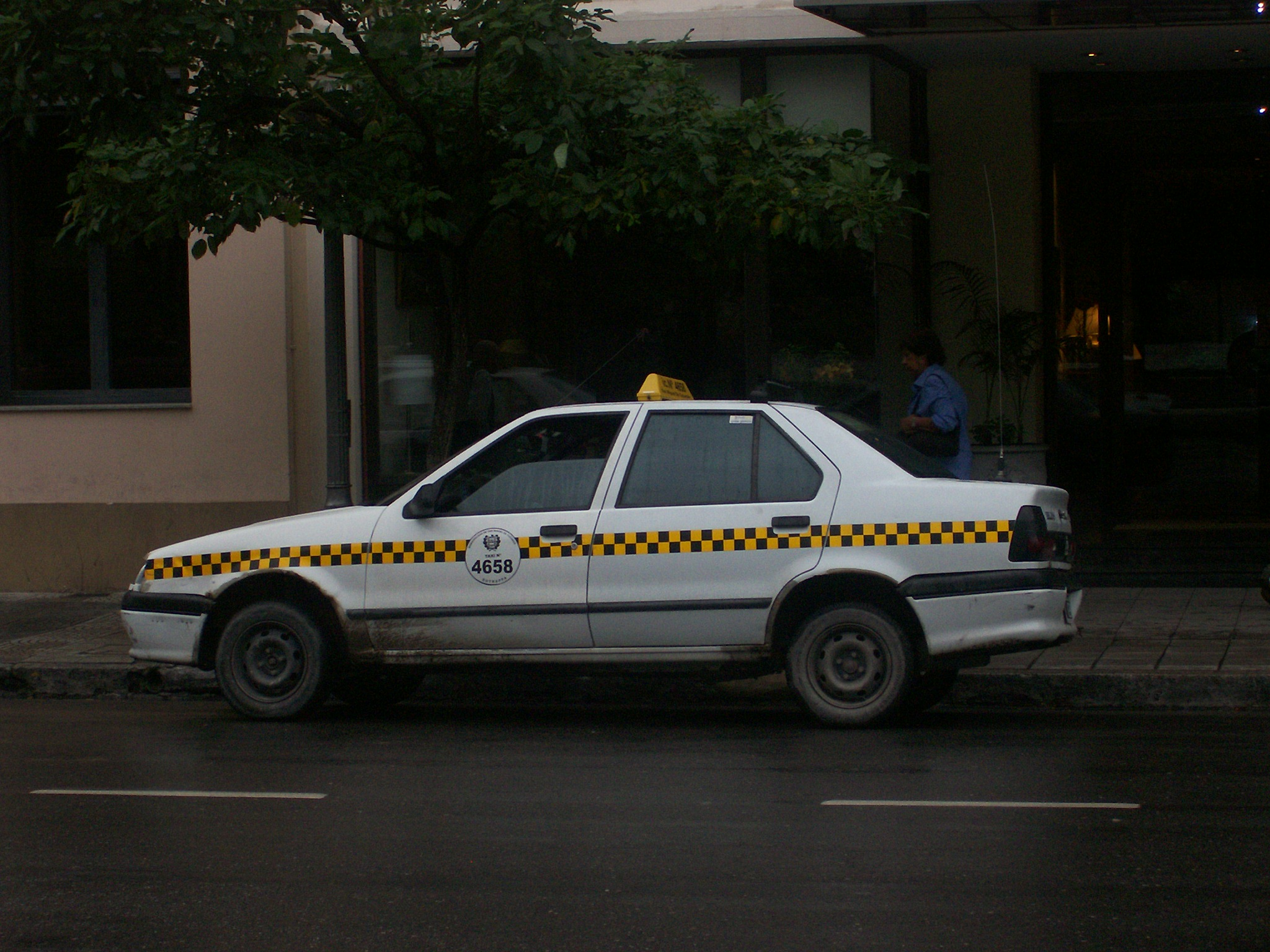
Taxi de San Miguel de Tucumán.
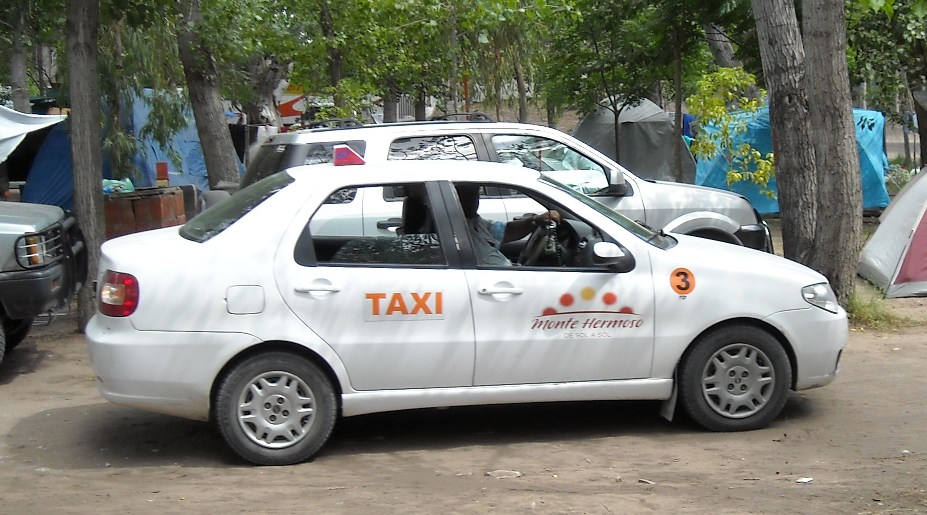
Taxi de Monte Hermoso.
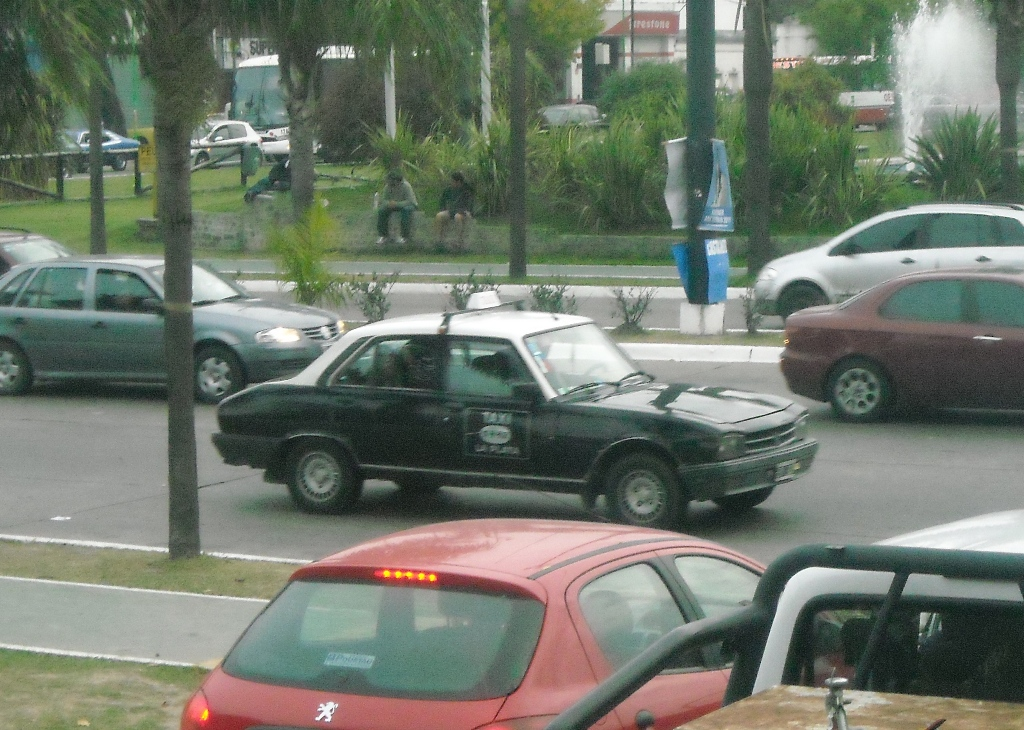
Taxi antiguo de La Plata. Están siendo reemplazados por los nuevos de color blanco con franja verde.[cita requerida]
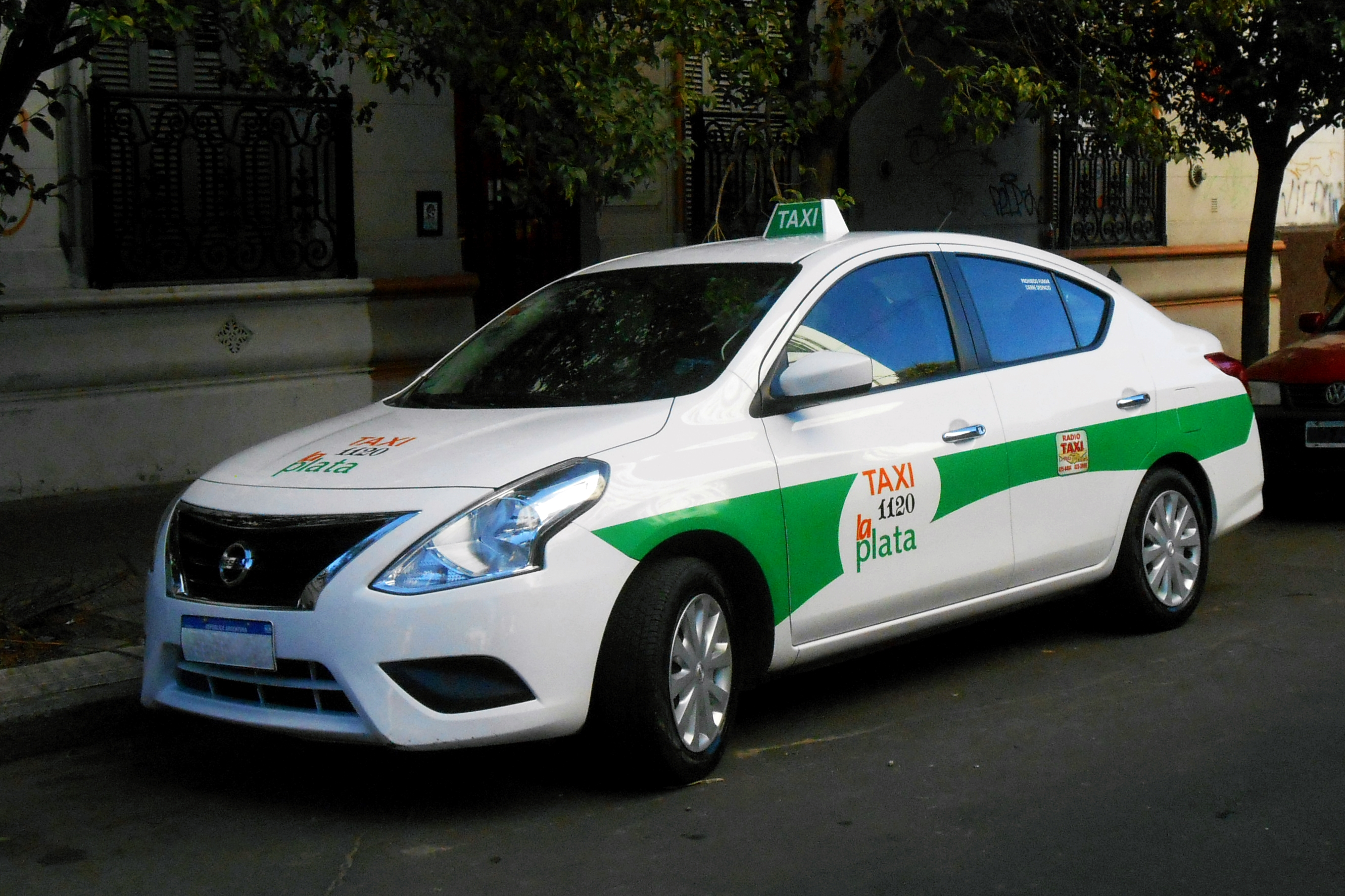
Taxi nuevo de La Plata (Nissan Versa).
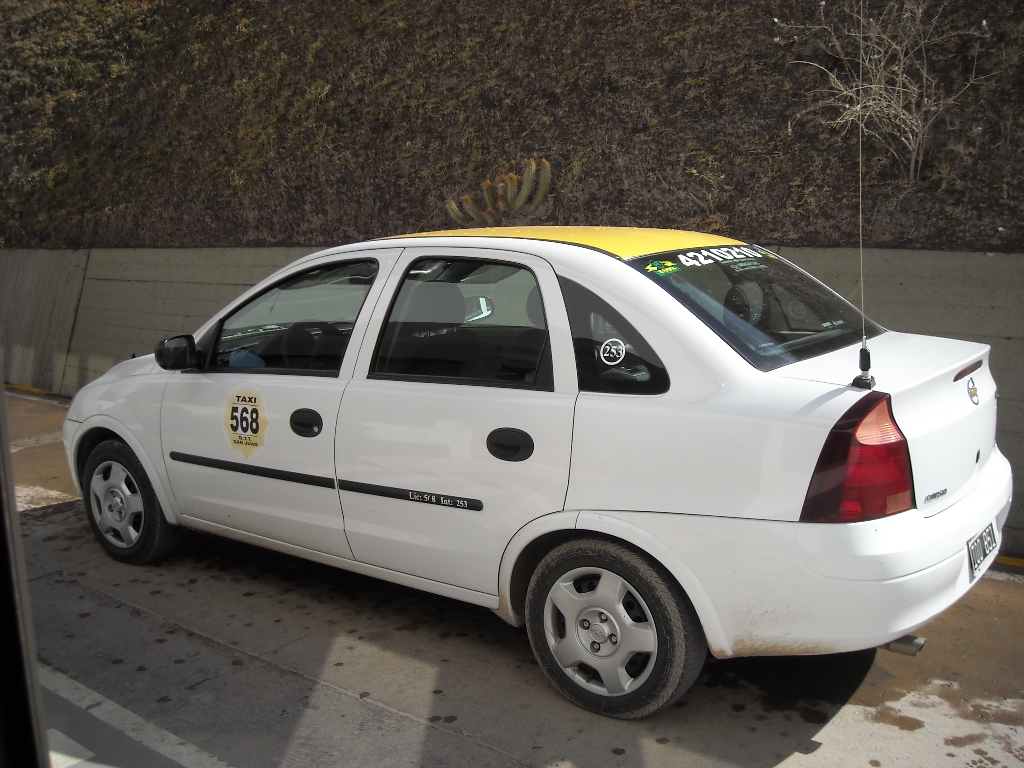
Taxi de la ciudad de San Juan.
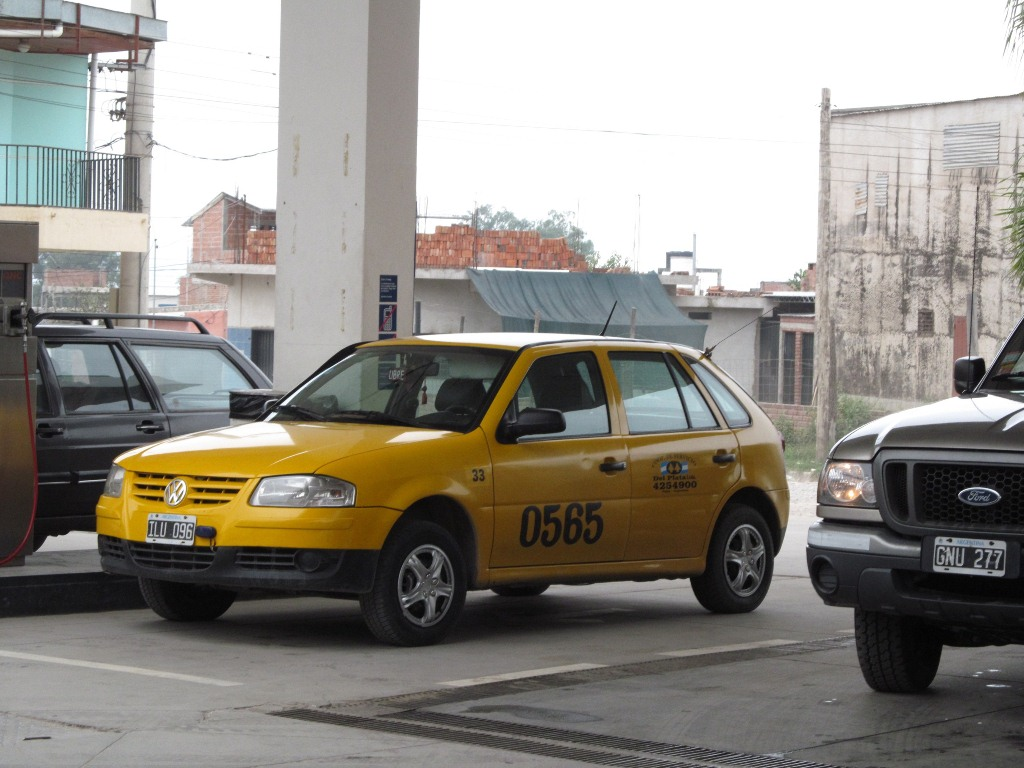
Taxi de San Salvador de Jujuy.
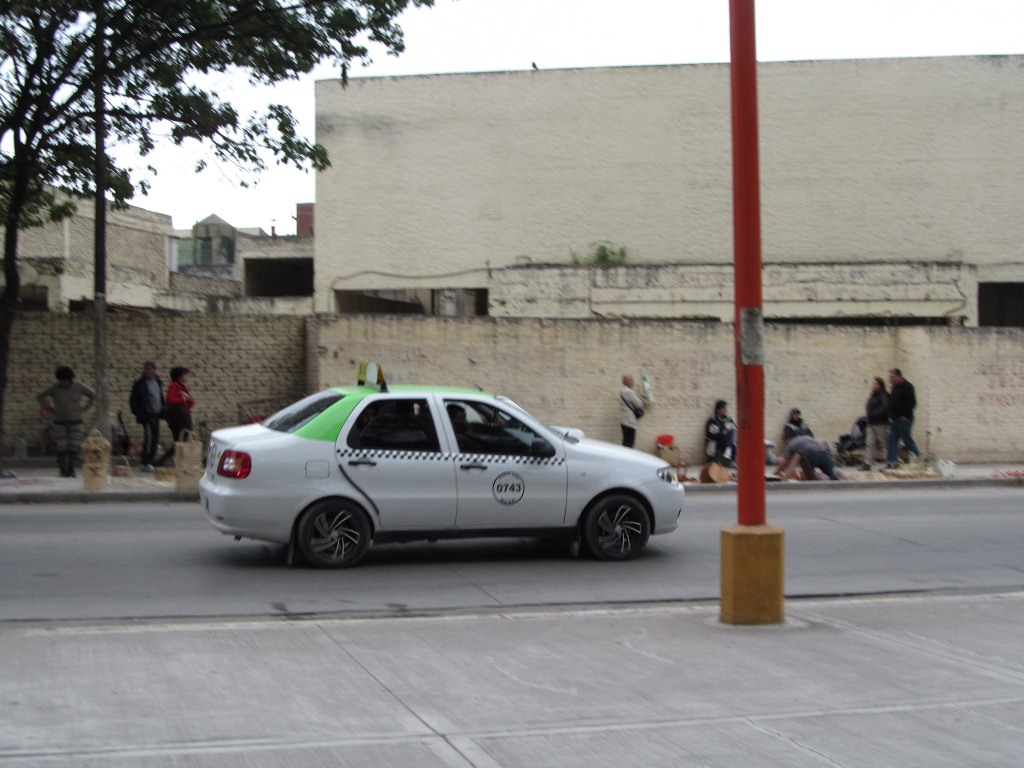
Taxi de la ciudad de Santiago del Estero.
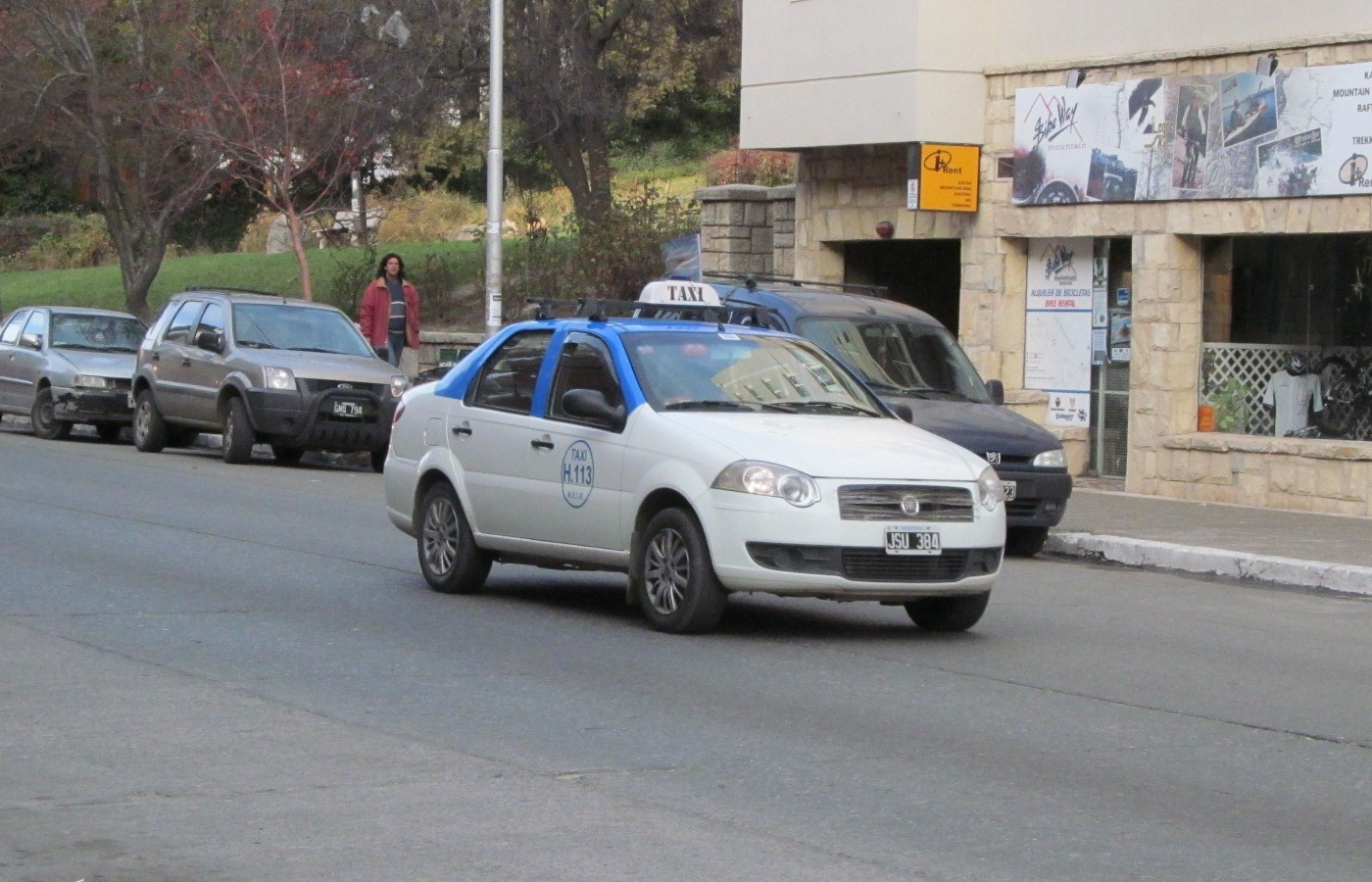
Taxi de Bariloche.
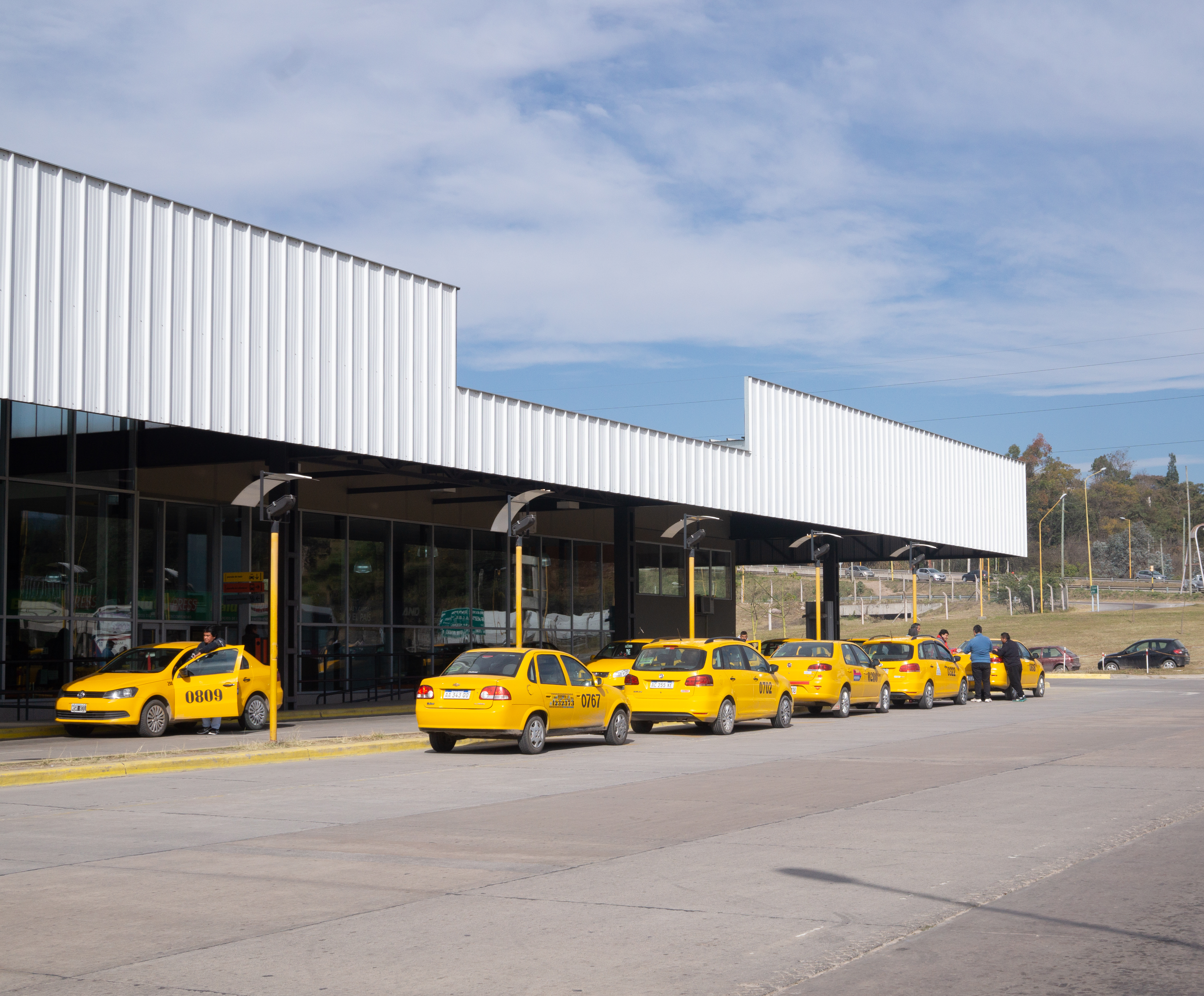
Parada de taxis en la terminal de omnibús de San Salvador de Jujuy